# Аль-Каванин аль-куллия ли-дабт аль-лугат ат-туркия
Аль-Кавани́н аль-кулли́я ли-дабт аль-лу́гат ат-турки́я (араб. القوانين الكلّية لضبط اللغة التركية‎) — грамматический трактат по языку мамлюкских кыпчаков, написанный на рубеже XIV—XV веков.
Название в переводе означает: «Полный сборник систематизированных правил тюркского языка» или «Наиболее полное пособие по обучению тюркскому языку» (слова «тюрк» и «кыпчак» использовались как синонимы). Автор, точная дата и место написания неизвестны.
Рукопись состоит из двух разделов:
1. раздел грамматики;
2. краткий словарь (перечень около 900 кыпчакских слов).

«Аль-Каванин» переведён на турецкий язык в 1928 году Рыфатом Бильге. Раздел грамматики переведен Жигмондом Телегди и опубликован на немецком языке в книге «Грамматика тюркского языка, написанная арабской вязью в XV веке» (Eine türkische Grammatik in arabischer Sprache aus dem XV. Jahrhundert, Будапешт, 1937 год). Трактат упоминается в трудах О. Прицака, З. Б. Мухамедова, А. Зайончковского, Э. Фазылова.